# Grupo Radio México
Grupo Radio México (GRM) es un conjunto de estaciones de radio que transmiten en varias ciudades de la República Mexicana, con sede principal en Guadalajara, Jalisco y Corporativo en México D.F. Fue fundada por Francisco Aguirre Gómez (Grupo Radio Centro) y en algunas plazas cuenta con afiliaciones a Radiorama.

## Historia
Grupo Radio México es una empresa Mexicana, fundada por Francisco Aguirre Gómez con su primera estación XHSP-FM (99.7 MHz.) en Monterrey, N.L. en 1973 (entonces se llamaba Radio Centro Monterrey). Hoy, la empresa cuenta con 35 emisoras en 10 ciudades con estaciones de formatos de música: Popular, Pop en Español, Pop en Inglés, Hablado, Noticiarios, Vallenato, Norteño y Catálogo en Español.
En junio de 2016, Grupo Radio México cambia a Grupo Radio Centro.

## Cobertura
Grupo Radio México opera en las siguientes ciudades en México:

### Monterrey, Nuevo León
- XEH-AM La H 1420 kHz
- XHQQ-FM Banda 93.3 93.3 MHz

### Ciudad Juárez, Chihuahua
- XEJCC-AM La Z 720 kHz (Estación Combo) (En alianza con Grupo Radiorama)
- XEJ-AM La J Mexicana 970 kHz (En alianza con Grupo Radiorama)
- XHEM-FM La Z 103.5 MHz (Estación Combo) (En alianza con Grupo Radiorama)
- XHTO-FM Hit FM 104.3 MHz (En alianza con Grupo Radiorama)

### Oaxaca, Oaxaca
- XEKC-AM La Z 1460 kHz (Estación Combo)
- XHKC-FM La Z 100.9 MHz (Estación Combo)

## Formatos
GRM maneja dos formatos principales a nivel nacional y otros conceptos que manejan a nivel local en cada ciudad, sus dos conceptos más importantes son:

### Planeta
Estación con formato de música pop juvenil en inglés y español.
- Los Mochis, Sinaloa XHORF-FM 99.7 MHz

### La Z
Estación con formato grupero, ranchero y regional dirigida por Aníbal Córdoba desde Guadalajara, Jalisco (para las plazas de Grupo Radio México) y Enrique Velázquez desde la Ciudad de México, Distrito Federal (para las plazas de Grupo Radio Centro) además de dos emisoras norteñas: La Regiomontana 600 AM y anteriormente, la XHQQ-FM, Banda 93.3, que a partir del año 2011, Luis Covarrubias, el Cepy Boy comienza a ejercer el cargo de programador de dicha estación, en Monterrey Nuevo Leon.
- Ciudad Juárez, Chihuahua XHEM-FM 103.5 MHz y XEJCC-AM 720 kHz
- Monterrey, Nuevo Leòn XEMN-AM 600 kHz (Bajo el nombre de La Regiomontana, hasta el año 2019) y XHQQ-FM 93.3 MHz (Bajo el nombre de La Banda 93.3, hasta el año 2011)
- Oaxaca, Oaxaca XHKC-FM 100.9 MHz

La Cadena La Z cuenta con más plazas que son operadas por Grupo Radio Centro:
- México D.F. XEQR-FM 107.3 MHz
- Morelia, Michoacán XHCR-FM 96.3 MHz

Este grupo radiofónico también maneja los conceptos La Invasora, que también son manejados por Radiorama y Grupo Radio Centro.
Sitio web de Grupo Radio México
- Datos: Q5886411